# Ayyubide-dynastiet
Ayyubide-dynastiet var et muslimsk styre af etnisk kurdisk oprindelse, der regerede over Egypten, Syrien, Yemen og det nordlige Irak i det 12. og 13. århundrede. Den største ayyubidiske hersker var Salah al-Din (Saladin), der også regnes for dynastiets egentlige grundlægger.

## Historie
Saladins far Ayyub tjente i begyndelsen af 1100-tallet i seldsjukkernes hære. Hans søn Salah al-Din (Saladin) blev i 1169 hyldet som leder af en hær i Egypten og anses for at være den egentlige grundlægger af dynastiet. Som general i zangidisk tjeneste bragte Saladin i 1171 det shiitiske fatimide-kalifat i Egypten til ophør og etablerede derefter et selvstændigt ayybidisk sultanat i landet. I de følgende år udvidede han sit herredømme til også at omfatte Syrien, Palæstina, det nordlige Irak, det østlige Anatolien og Yemen. I 1187 slog Saladins styrker en korsfarerhær i slaget ved Hattin og kunne bagefter indtage Jerusalem.
Salah al-Din døde i 1193. Efter hans død opstod stridigheder i hans familie, og dynastiet blev efterhånden splittet i forskellige grupper, der hver især kontrollerede mindre dele af det tidligere ayyubidiske område.  Saladins bror al-Adil blev til sidst i 1200 anerkendt som sultan i Egypten, og alle de senere ayyubidiske herskere i Egypten nedstammer fra ham. 
Salah al-Dins ayyubidiske efterfølgere sultaner førte en mere forsonende politik over for de kristne magter til gavn for handelen og den økonomiske velstand. Ayyubiderne byggede deres militære magt på brugen af tyrkiske slavesoldater kaldt mamelukkerne. I 1250 blev ayyubiderne imidlertid selv fjernet fra magten af oprørske mamelukker, der grundlagde en ny stat. Ayyubiderne herskede fortsat i nogle årtier i de resterende dele af deres tidligere rige. Længst bevarede dynastiet magten i fyrstedømmet Hama, hvor mamelukkerne afsatte den sidste ayyubidiske hersker i 1341. 